# حارة الجامع (القاعدة)
الجامع  إحدى حارات مدينة القاعدة بمحافظة إب، بلغ تعداد سكانها 344 نسمة حسب تعداد اليمن لعام 2004.